# Osteopeltidae
Famille
Les Osteopeltidae sont une famille de gastéropodes vivant dans le Nord-ouest des îles Chatham en Nouvelle-Zélande à 880 m de profondeur dans des sources hydrothermales. De petite taille et de forme ovale, le spécimen type des Osteopeltidae mesure 7,4 mm de long, 5,9 mm de large et 1,9 mm de hauteur.

## Systématique
La famille des Osteopeltidae a été créée en 1987 par le malacologiste néozélandais Bruce Anders Marshall (d) (1948-),.

## Liste des genres
Selon World Register of Marine Species (11 juin 2022) :
- genre Baleenopelta B. A. Marshall & Walton, 2021
- genre Osteopelta B. A. Marshall, 1987

### Publication originale
- [1882] (en) B. A. Marshall, « Osteopeltidae (Mollusca:Gastropoda): a New Family of Limpets Associated with Whale Bone in the Deep-Sea », Journal of Molluscan Studies, OUP et Malacological Society of London, vol. 53, no 2,‎ août 1987, p. 121-127 (ISSN 0260-1230 et 1464-3766, DOI 10.1093/MOLLUS/53.2.121). .